# Соборная церковь Христа (Лагос)
Соборная церковь Христа  (англ. Cathedral Church of Christ) — англиканский собор в городе Лагос в Нигерии.

## Описание
Первый камень для здания первого собора был заложен 29 марта 1867 года, а собор был построен в 1869 году.
Строительство нынешнего здания по проекту архитектора Багана Бенджамина началось 1 ноября 1924 года. Первый камень был заложен принцем Уэльским Эдуардом (позже королем Эдуардом VIII) 21 апреля 1925 года. Строительство собора было завершено в 1946 году.
В 1976 году мощи преподобного Самюэля Аджайи Кроутера, бывшего раба из племени йоруба, который стал первым африканским епископом англиканской церкви, были переведены в собор. Кенотаф установлен как памятник ему.
Собор Христа является старейшим англиканским собором в церкви Нигерии. В разные периоды своей истории собор был резиденцией архиепископа провинции Западной Африки, резиденцией архиепископа и предстоятеля всей Нигерии и резиденцией архиепископа церковной провинции Лагос. В настоящее время это резиденция епископа Лагоса.

## Галерея
- Вид на собор спереди
- Вид на собор сбоку